# Jörg Hellmuth

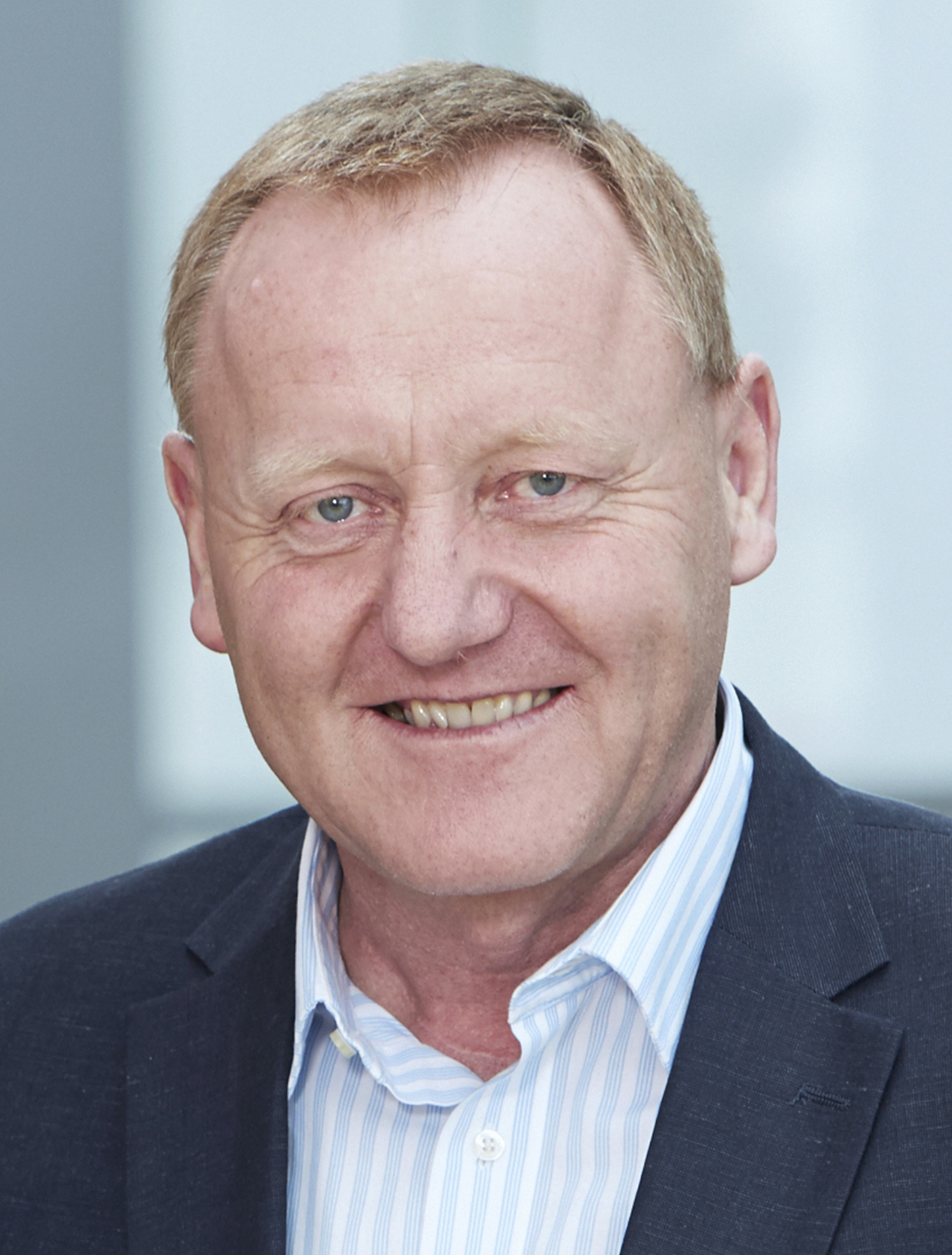
Jörg Hellmuth (2013)

Jörg Hellmuth (* 20. September 1957 in Hettstedt) ist ein deutscher Politiker (CDU). Von 2013 bis 2017 war er Abgeordneter im Deutschen Bundestag.

## Leben
Nach dem Abitur machte Hellmuth eine Ausbildung zum Fahrzeugschlosser. Von 1978 bis 1983 studierte er an der Universität Halle-Wittenberg Agrarwissenschaften. Im Anschluss arbeitete er von 1983 bis 1990 bei der LPG Wust. 1990 wurde Hellmuth, der seit 1981 in der Gemeinde lebt, Bürgermeister von Wust. Dieses Amt bekleidete er bis 1992, als er Landrat des Landkreises Havelberg wurde. Mit der Kreisgebietsreform in Sachsen-Anhalt, die am 1. Juli 1994 in Kraft trat, ging der Landkreis Havelberg im Landkreis Stendal auf. Hellmuth bekleidete nun von 1994 bis 1999 das Amt des 1. Beigeordneten des neuen Landkreises. Von 1999 bis 2013 war er Landrat des Landkreises Stendal.
Hellmuth ist verheiratet und hat drei Töchter.

## Abgeordneter
Bei der Bundestagswahl 2013 gewann er das Direktmandat im Wahlkreis Altmark und zog so in den Bundestag ein. Hellmuth war Ordentliches Mitglied im Verteidigungsausschuss, Ordentliches Mitglied im Innenausschuss und stellvertretendes Mitglied im Ausschuss für Ernährung und Landwirtschaft.